# سیسووات مونیونگ
سیسووات مونیونگ (خمر: ស៊ីសុវត្ថិ មុនីវង្ស؛ ۲۷ december ۱۸۷۵ – ۲۳ آوریل ۱۹۴۱) شاه اهل کامبوج بود.